# Glena subannulata
Glena subannulata är en fjärilsart som beskrevs av Louis Beethoven Prout 1910. Glena subannulata ingår i släktet Glena och familjen mätare. Inga underarter finns listade i Catalogue of Life.